# Вортгейзен
Вортгейзен (нід. Voorthuizen) — село в нідерландській провінції Гелдерланд. Входить до муніципалітету Барневелд.
До 1818 року мало статус окремого муніципалітету.

## Галерея

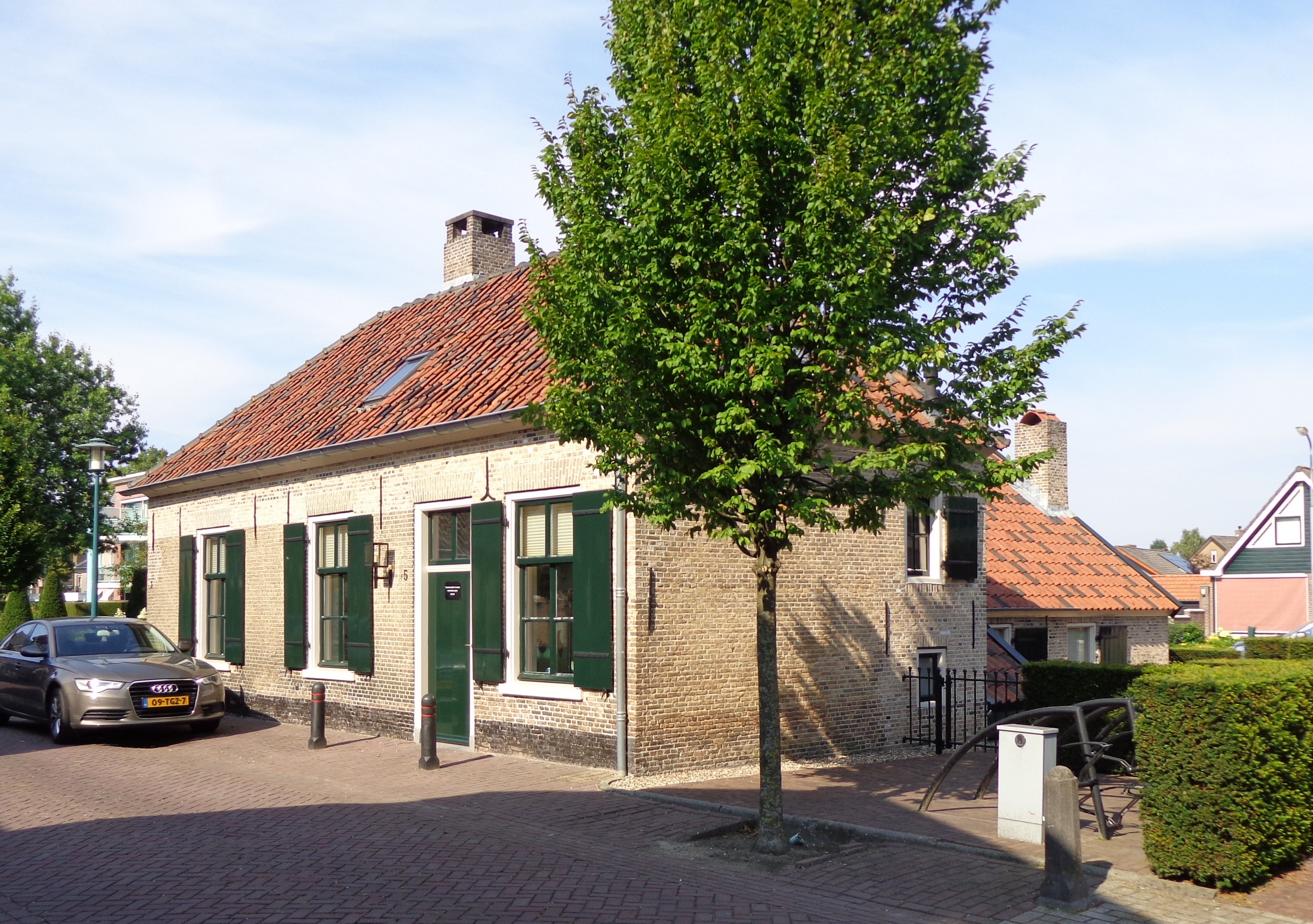
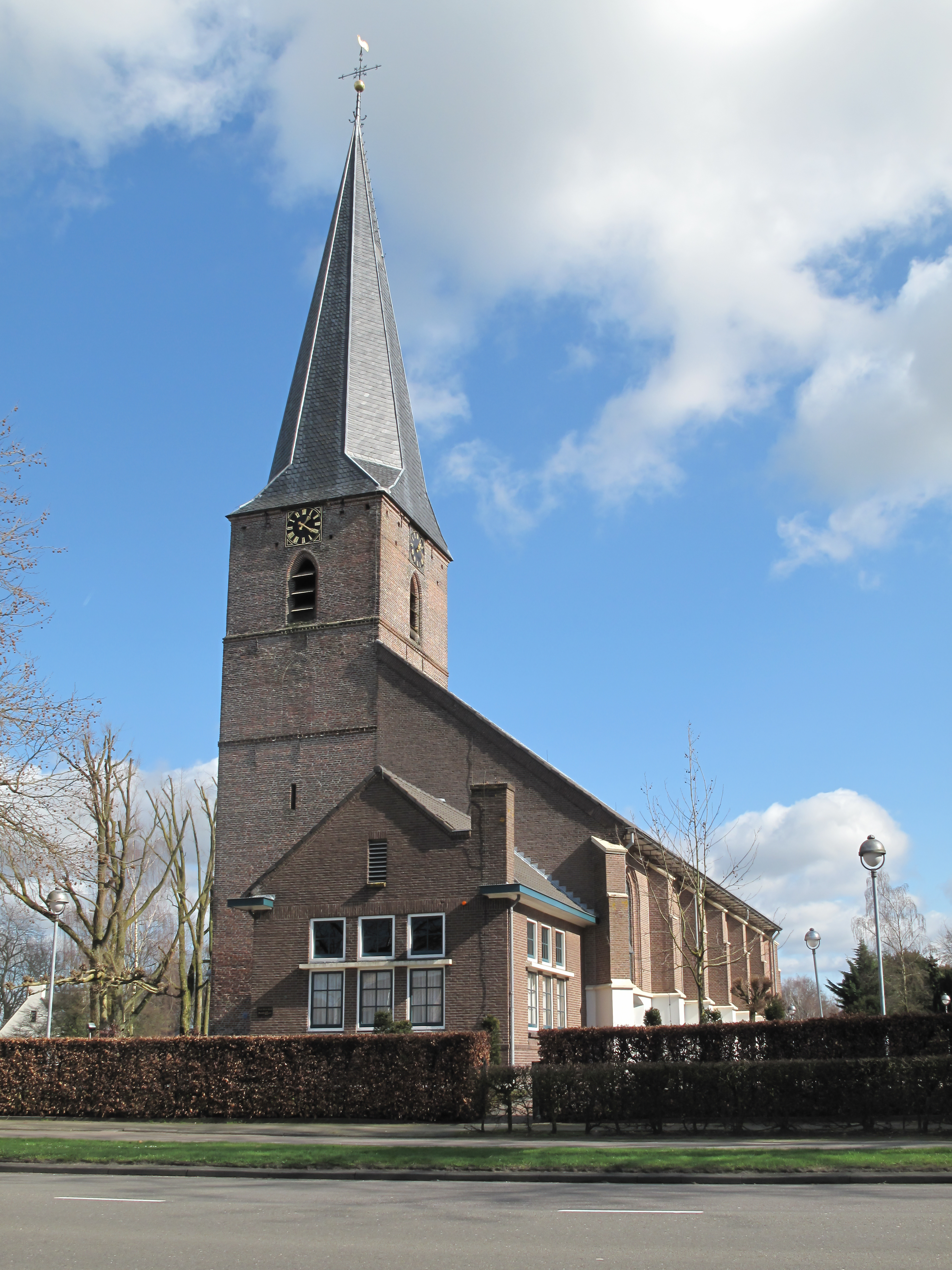
Сільська церква
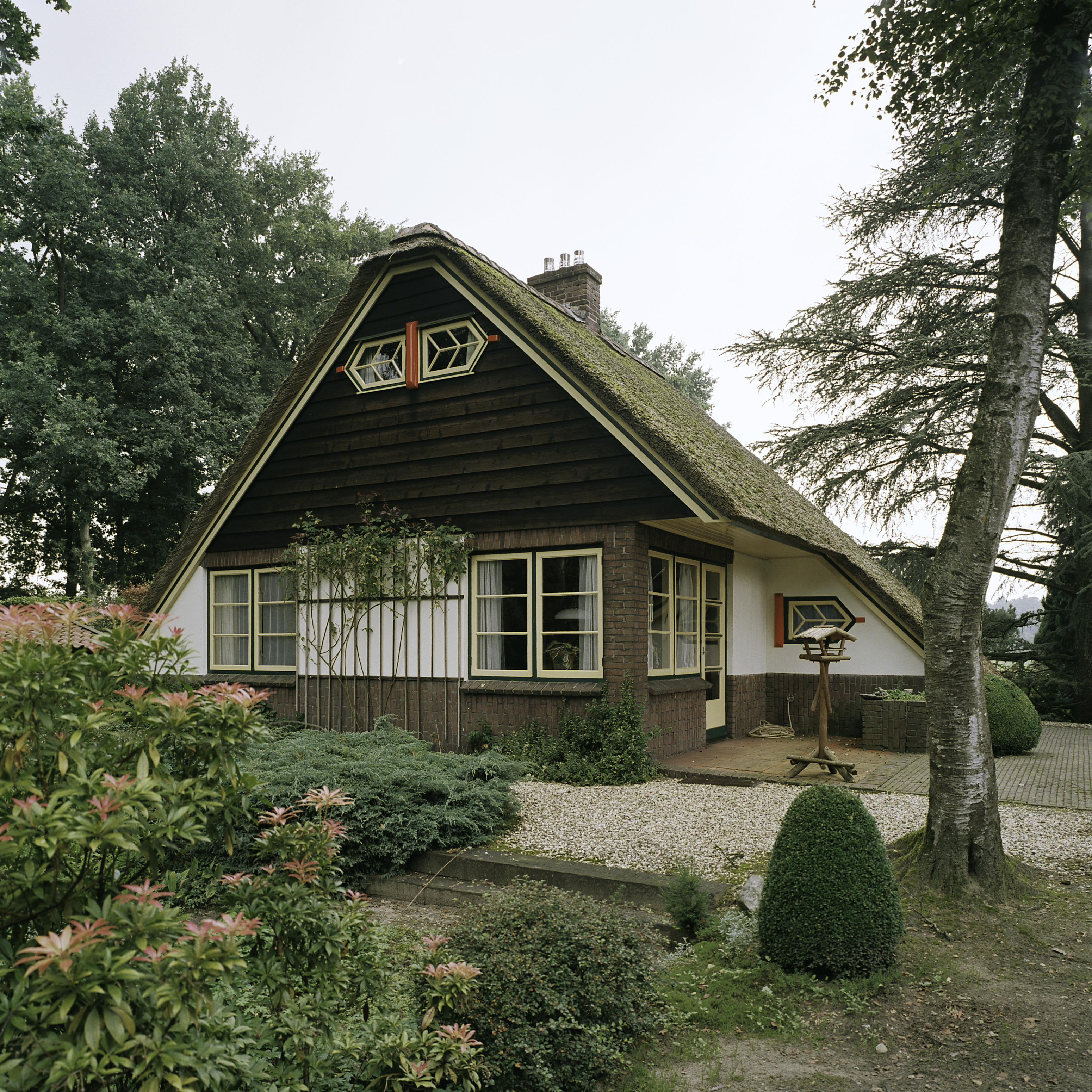
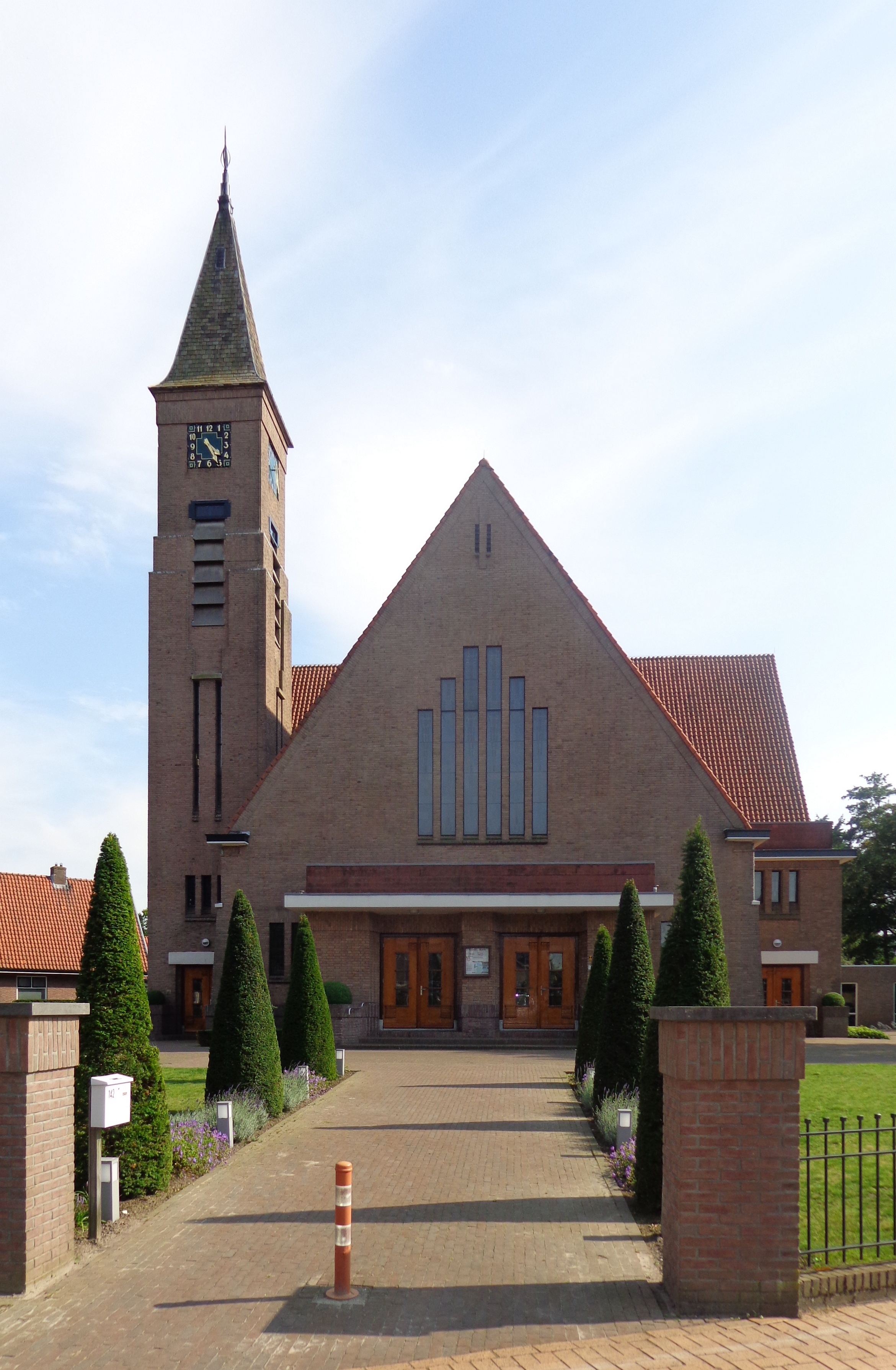
Реформістська церква
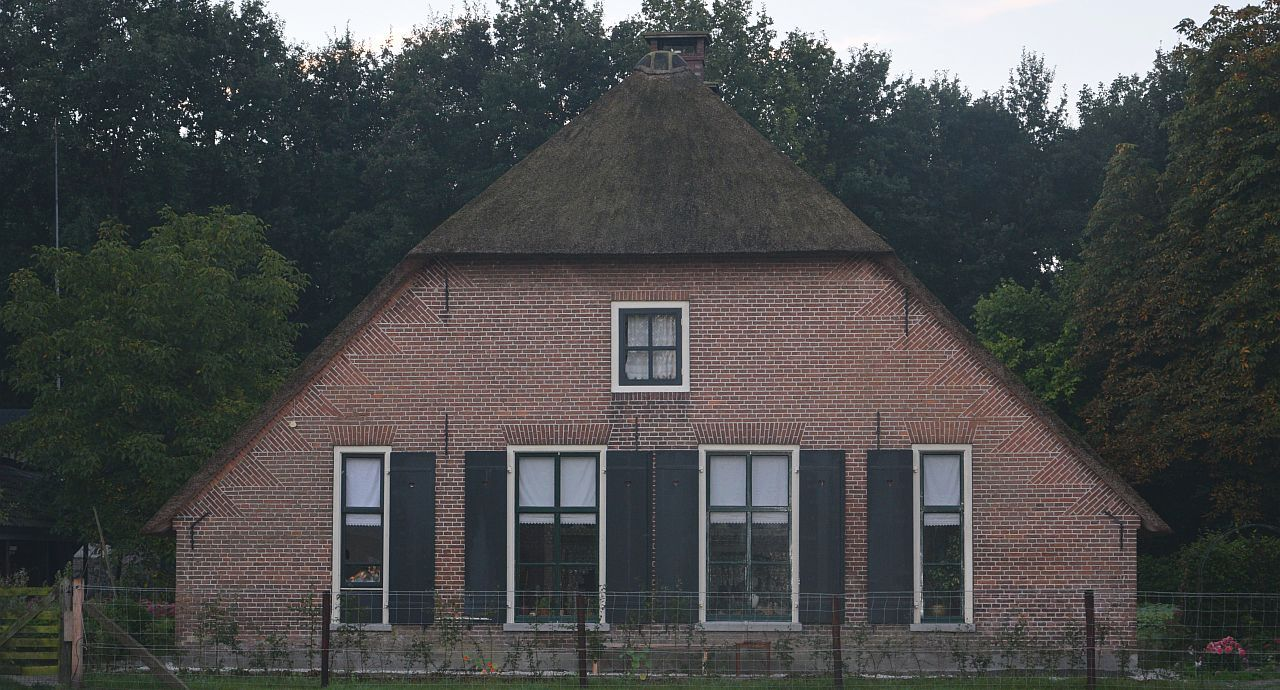
Ферма